# Latemse Kluis

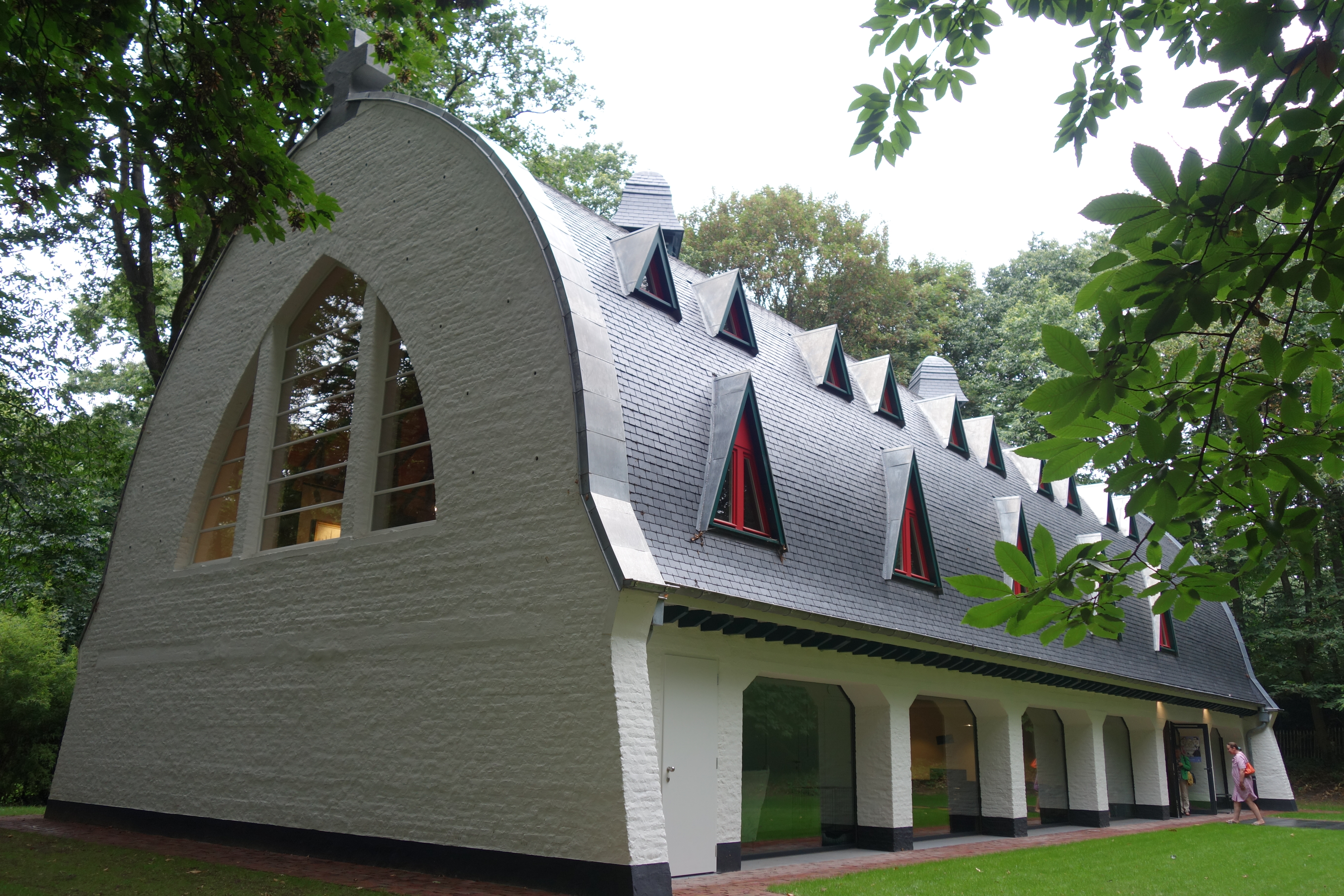
De Latemse Kluis (2018)

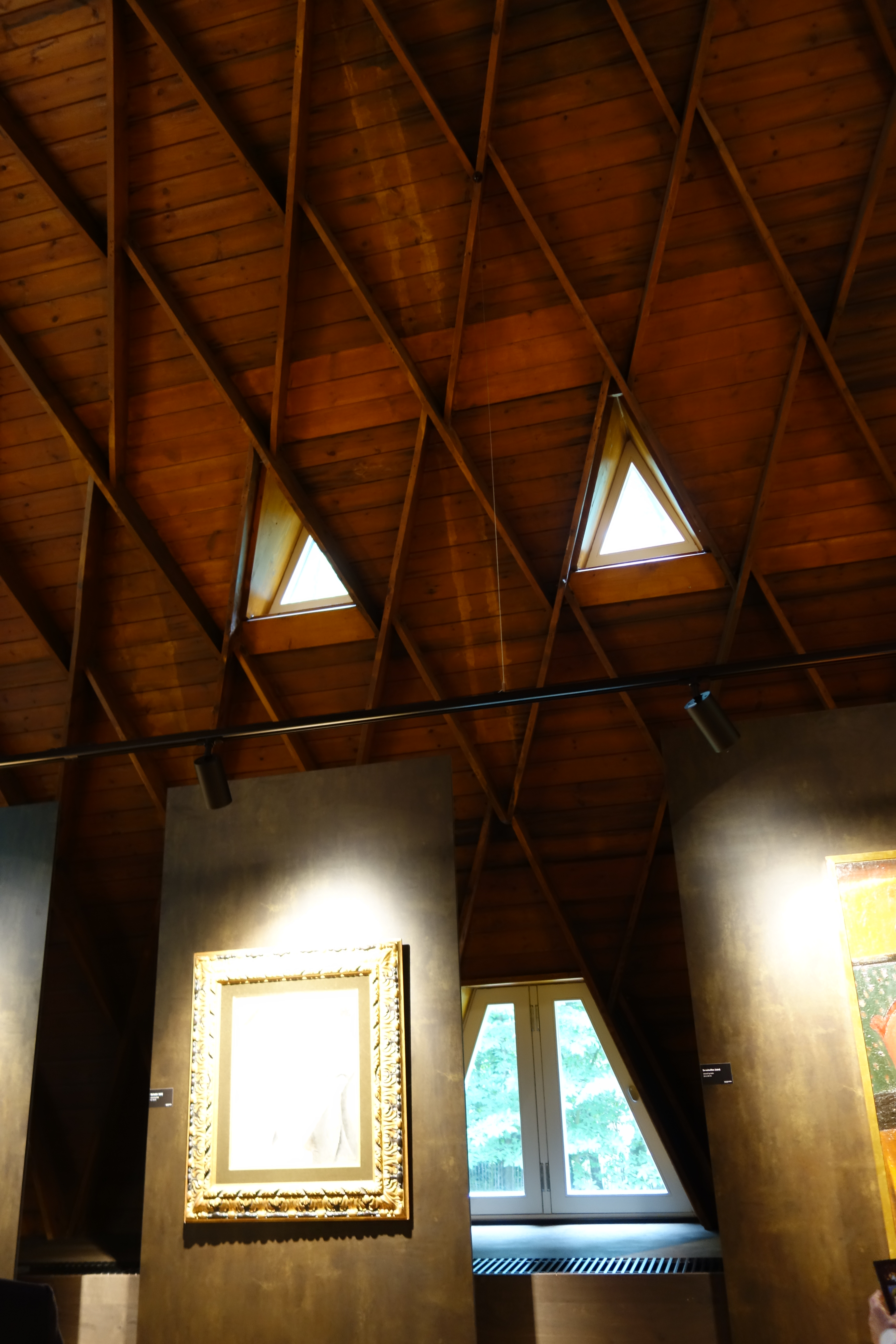
Interieur Latemse Kluis (2018)

De Latemse Kluis was voorheen een buitengoed van de paters dominicanen in Gent. Sinds 2018 fungeert het als een tentoonstellingsruimte toebehorende aan de kunstverzamelaar Herman De Bode. 

## Toelichting
De Latemse Kluis, in het groen gesitueerd aan de Kapitteldreef in Sint-Martens-Latem naar een ontwerp van bouwmeester E. Magerman, fungeerde vanaf 1930 als een buitenverblijf en recreatieruimte van de paters dominicanen van Gent. Het betreft een langwerpig rechthoekig gebouw afgedekt met een hoog ogivaal dak voorzien van driehoekige dakkapelletjes.
Ondertussen veranderde het gebouw verschillende keren van eigenaar: in 1996 werd de gemeente Sint-Martens-Latem eigenaar, in 2006 verkocht de gemeente het weer, in 2012 verwierf de kunstverzamelaar Herman De Bode het goed. Deze laatste liet het geheel, onder leiding van architect Maarten Dobbelaere uit Gent  in 2018 grondig restaureren en bouwde het om tot een immense tentoonstellingsruimte op de verdieping en een woning op het gelijkvloers. Met dit initiatief sluit de nieuwe eigenaar aan op een vroegere traditie. In de jaren dertig van de twintigste eeuw was de Kluis onder impuls van kunstminnende dominicanen een trefpunt van bijna alle Latemse kunstenaars van die tijd.